# 1796 a tudományban
Az 1796. év a tudományban és a technikában.

## Orvostudomány
- május 14. - Edward Jenner beadja ez első feketehimlő elleni oltást.

## Publikációk
- Pierre-Simon de Laplace publikálja Exposition du système du monde (Bevezetés a Világegyetem rendszerébe) című nagy hatású művét.[1]

## Díjak
- Copley-érem: George Atwood

## Születések
- február 10. - Henry De la Beche geológus († 1855)
- február 22. - Adolphe Quetelet csillagász és matematikus († 1874)
- március 8. - Jacob Steiner svájci matematikus († 1863)
- június 1. - Nicolas Léonard Sadi Carnot matematikus († 1832)
- augusztus 21. - James Lick filantróp († 1876)

## Halálozások
- május 1. - Alexandre Guy Pingré csillagász és geográfus (* 1711)
- december 11. - Johann Daniel Titius csillagász (* 1729)